# Sociaal Democratische Unie (Suriname)
Sociaal Democratische Unie (SDU) is een Surinaamse politieke partij die in 2019 werd opgericht door Celsius Waterberg.
Waterberg was sinds september 2012 voorzitter van Broederschap en Eenheid in de Politiek (BEP), toen hij in februari 2018 na interne verkiezingen zijn positie moest afstaan aan Ronny Asabina; de uitslag was 71 tegen 124 stemmen. Hij keerde de BEP hierna de rug toe en kwam in februari 2019 met zijn eigen partij, de SDU. De SDU deed in drie districten mee aan de verkiezingen van 2020 maar behaalde geen zetels.